# Paphiopedilum wilhelminae
Paphiopedilum wilhelminae é uma espécie de orquídea terrestre, família Orchidaceae, que habita a Nova Guiné.